# 近藤夏子のオールナイトニッポンR
『近藤夏子のオールナイトニッポンR』（こんどうなつこ - アール）は、ニッポン放送の深夜枠「オールナイトニッポンR」で毎月第4土曜日に放送されていたラジオ番組。パーソナリティはシンガーソングライターの近藤夏子。

## 概要
2010年4月から毎週土曜日の『オールナイトニッポンR』は、アーティスト4組が月1レギュラーとして週変わりでパーソナリティを担当。近藤夏子は第4土曜日を担当していた。当初は同年9月までの期間限定とされていたが、好評を受けて半年間の延長が決定した。
オープニングのあいさつ「コンマニワ」は、近藤夏子のファンを指す「コンマニ」（CD作品「コンドウマニア」が由来）が作ったオリジナル挨拶。「こんにちは」「こんばんは」どちらの意味でも使用可能。

## コーナー
チョケなベイベー!!
関西弁で「お調子者がふざけたり、悪ふざけをする」を意味する「チョケ」。身の周りにいるチョケ男、チョケ子のエピソードを紹介する。
なつこのメール塾!!
好きな人に送ろうとしている、または送ったメールを“自称”恋愛マスター・夏子が添削する。
シャレなつ!!
様々な雑誌で読者モデルとしても活躍中の夏子が、ファッションに関する疑問に答える。
なつこのお夜食!!
“超”が付くほどの偏食家の夏子を改善させようというプロジェクト。嫌いなものが食べられるようになるレシピや料理を紹介する。
とうきょうってヤツは…
応援してるヨ
コンナツランキング

### 終了したコーナー
ポエムごっこ!!（#2-6）
出されたテーマについて自由にポエムを書く。夏子が小学生のときに友達としていた遊びから生まれたコーナー。
関西キングダム（#2-6）
関西がホームタウンの夏子にちなんで「もし関西が国になったら…」をみんなで妄想する。

## 歴史
2010年
- 6月26日、初の生放送。母親へ感謝の言葉のあと「ヒーロー」を生歌披露。直後母親が電話で登場するサプライズ演出。
- 9月25日、番組存続を発表。母親が2度目の電話出演、話題は近藤がゲスト出演した『笑福亭鶴瓶 日曜日のそれ』で鶴瓶の計らいで電話共演できた件。

2011年
- 2月26日、フジテレビアナウンサーの山﨑夕貴がゲストとして出演。
- 5月28日、IBC岩手放送では『IBCラジオ・チャリティ・ミュージックソンスペシャル ふるさとは負けない!』に内包の形で放送。
- 12月は、第4週の24日が『ラジオ・チャリティー・ミュージックソン』にあたるため、翌週の31日深夜（2012年1月1日未明）に移動して放送。通常28:30で飛び降りるニッポン放送では29:00までのフルネットで放送。また、2012年1月放送回をもって終了することを発表。

## ネット局・放送時間
27：00 - 28：00 （日曜未明3：00 - 4：00）
| 放送対象地域 | 放送局      |
| ------------ | ----------- |
| 岩手県       | IBC岩手放送 |
| 山形県       | 山形放送    |
| 山梨県       | 山梨放送    |
| 長野県       | 信越放送    |
| 福井県       | 福井放送    |
| 中京広域圏   | CBCラジオ   |
| 和歌山県     | 和歌山放送  |
| 香川県       | 西日本放送  |
| 山口県       | 山口放送    |

| 放送対象地域 | 放送局     |
| ------------ | ---------- |
| 徳島県       | 四国放送   |
| 愛媛県       | 南海放送   |
| 高知県       | 高知放送   |
| 長崎県       | 長崎放送   |
| 熊本県       | 熊本放送   |
| 宮崎県       | 宮崎放送   |
| 鹿児島県     | 南日本放送 |

27：00 - 28：30
| 放送対象地域 | 放送局       |
| ------------ | ------------ |
| 関東広域圏   | ニッポン放送 |

27：00 - 29：00
| 放送対象地域  | 放送局    |
| ------------- | --------- |
| 北海道        | STVラジオ |
| 茨城県        | 茨城放送  |
| 栃木県        | 栃木放送  |
| 京都府 滋賀県 | KBS京都   |
| 福岡県        | KBCラジオ |